# Осувка (Куявсько-Поморське воєводство)
Осувка (пол. Osówka) — село в Польщі, у гміні Черніково Торунського повіту Куявсько-Поморського воєводства.
Населення — 600 осіб (2011).
У 1975-1998 роках село належало до Влоцлавського воєводства.

## Демографія
Демографічна структура станом на 31 березня 2011 року:
|          | Загалом | Допрацездатний вік | Працездатний вік | Постпрацездатний вік |
| -------- | ------- | ------------------ | ---------------- | -------------------- |
| Чоловіки | 289     | 78                 | 182              | 29                   |
| Жінки    | 311     | 90                 | 168              | 53                   |
| Разом    | 600     | 168                | 350              | 82                   |